# Dopasia hainanensis
Dopasia hainanensis es una especie de lagartos diploglosos de la familia Anguidae.

## Distribución geográfica
Es endémica de la isla de Hainan (China).

## Estado de conservación
Se encuentra amenazada por la pérdida de su hábitat natural.